# Sorsogon City
Sorsogon City is de hoofdstad van de Filipijnse provincie Sorsogon op het eiland Luzon. Bij de laatste census in 2007 had de stad ruim 151 duizend inwoners.

## Geografie

### Bestuurlijke indeling
Sorsogon City is onderverdeeld in de volgende 64 barangays:
| - Abuyog - Almendras-Cogon - Balete - Balogo - Balogo - Barayong - Basud - Bato - Bibincahan - Bitan-o/Dalipay - Bogña - Bon-Ot - Bucalbucalan - Buenavista - Buenavista - Buhatan - Bulabog - Burabod - Cabarbuhan - Cabid-An - Cambulaga - Capuy | - Caricaran - Del Rosario - Gatbo - Gimaloto - Guinlajon - Jamislagan - Macabog - Maricrum - Marinas - Osiao - Pamurayan - Pangpang - Panlayaan - Peñafrancia - Piot - Poblacion - Polvorista - Rawis - Rizal - Salog - Salvacion | - Salvacion - Sampaloc - San Isidro - San Isidro - San Juan - San Juan - San Pascual - San Ramon - San Roque - San Vicente - Santa Cruz - Santa Lucia - Santo Domingo - Santo Niño - Sawanga - Sirangan - Sugod - Sulucan - Talisay - Ticol - Tugos |

## Demografie
Sorsogon City had bij de census van 2007 een inwoneraantal van 151.454 mensen. Dit zijn 16.776 mensen (12,5%) meer dan bij de vorige census van 2000. De gemiddelde jaarlijkse groei komt daarmee uit op 1,63%, hetgeen lager is dan het landelijk jaarlijks gemiddelde over deze periode (2,04%). Vergeleken met de census van 1995 is het aantal mensen met 29.839 (24,5%) toegenomen.
De bevolkingsdichtheid van Sorsogon City was ten tijde van de laatste census, met 151.454 inwoners op 276,11 km², 548,5 mensen per km².
Barcelona · Bulan · Bulusan · Casiguran · Castilla · Donsol · Gubat · Irosin · Juban · Magallanes · Matnog · Pilar · Prieto Diaz · Santa Magdalena · Sorsogon City